# Листоед рыжий
Листоед рыжий (лат. Chrysolina staphylaea) — вид жуков-листоедов из подсемейства хризомелин.

## Распространение и места обитания
Распространён в Европе, на Кавказе, в Малой Азии, Казахстане, Сибири, Монголии, Китае и на Корейском полуострове. Впервые отмечен в Северной Америке в 1899 году энтомологом Эвансом (Evans). Обитают на сырых лугах, водно-болотных угодьях и в лесистой местности.

## Описание
Длина тела имаго 6,2—8,1 мм. Жуки красновато-коричневые с более бледными придатками и слабым бронзовым отблеском. Прикраевая линия переднеспинки сильно вдавленная. На надкрыльях нет бороздок, но у некоторых особей пунктировка надкрылий образуют более или менее видимые бороздки.

## Экология
В сумерках и ночью жуки питаются на кормовых растениях, а в светлое время прячутся под камнями. Имаго питаются листьями растений различных семейств, в том числе астровых (тысячелистник обыкновенный, астра солончаковая), подорожниковых (подорожник ланцетолистный, подорожник морской), лютиковых (лютик ползучий), яснотковых (яснотка, мята) и зверобойных (звириба). Личинки питаются теми же растениями.

## Систематика
Известно 4 подвида:
- Chrysolina staphylaea arthritica — Фарерские острова;
- Chrysolina staphylaea daurica — Сибирь, Казахстан, Кыргызстан, Приморский край, Монголия и северный Китай;
- Chrysolina staphylaea lederi — Кавказ;
- Chrysolina staphylaea staphylaea — Голарктика.